# Urapteroides equestraria
Urapteroides equestraria är en fjärilsart som beskrevs av Jean Baptiste Boisduval. Urapteroides equestraria ingår i släktet Urapteroides och familjen Uraniidae. Inga underarter finns listade i Catalogue of Life.